# España en el corazón
Espanha no coração: hino às glórias do povo na guerra é uma coletânea de poemas do poeta chileno ganhador do Prêmio Nobel Pablo Neruda, que expõe os horrores da guerra civil espanhola, e onde também apresenta sua posição como republicano. Neste livro ele mostra sua face de poeta combatente e idealista.
A primeira edição corresponde às Ediciones Ercilla Santiago de Chile, 1937. Foi reimpresso pela primeira vez na Espanha pelo Comissariado do Exército Oriental, edições literárias. Numa primeira edição (impressa no Mosteiro de Montserrat em 1938) de 500 exemplares numerados e uma segunda (1939) não numerada de 1500.  De acordo com a "Nota do autor" no final desta edição, este "Hino ao glórias do povo na guerra" faz parte do terceiro volume de Residencia en la Tierra".
A edição de 1938 é uma das mais raras de uma obra de Neruda, já que restam apenas seis exemplares: um na Biblioteca do Congresso dos Estados Unidos, em Washington D.C., um na Biblioteca do Monastério de Montserrat, um na Biblioteca da Catalunha e dois na Universidade de Barcelona e um nas mãos de um colecionador particular no México. No entanto, a segunda edição de 1939 pode ser ainda mais rara. A esta edição pertence o exemplar que se reproduz virtualmente na Biblioteca Virtual Miguel de Cervantes.

## Estrutura
O livro é composto por 23 poemas de diferentes comprimentos:

- Invocación
- Bombardeo
- Maldición
- España pobre por culpa de los ricos
- La tradición
- Madrid (1936)
- Explico algunas cosas
- Generales traidores
- Canto a las madres de los milicianos muertos
- Cómo era España
- Llegada a Madrid de la Brigada Internacional
- Batalla del río Jarama
- Almería
- Tierras ofendidas
- Sanjurjo en los infiernos
- Mola en los infiernos
- Los gremios en el frente
- Canto sobre unas ruinas
- La victoria de las armas del pueblo
- Paisaje después de una batalla
- Antitanquistas
- Madrid (1937)
- Oda solar al ejército del pueblo